# Topología finita
Topología finita es un concepto matemático que tiene varios significados distintos.

## Espacio topológico finito
Un espacio topológico finito es un espacio topológico cuyo conjunto subyacente es finito.

## En anillos y módulos de endomorfismos
Si A y B son grupos abelianos, la topología finita del grupo de homomorfismos Hom( A, B ) se define mediante la siguiente base de entornos abiertos de cero.[cita requerida]
{\displaystyle U_{x_{1},x_{2},\ldots ,x_{n}}=\{f\in \operatorname {Hom} (A,B)\mid f(x_{i})=0{\mbox{ for }}i=1,2,\ldots ,n\}}
Este concepto se aplica en concreto en el estudio de anillos de endomorfismos donde se tiene A = B.  Semejantemente, si R es un anillo y M es un módulo R derecho, entonces la topología finita en {\displaystyle {\text{End}}_{R}(M)} se define mediante el siguiente sistema de entornos abiertos de cero:
{\displaystyle U_{X}=\{f\in {\text{End}}_{R}(M)\mid f(X)=0\}}

## En espacios vectoriales
En un espacio vectorial {\displaystyle V}, los abiertos finitos {\displaystyle U\subset V} se definen como los conjuntos cuyas intersecciones con cada subespacio de dimensión finita {\displaystyle F\subset V} son abiertas. La topología finita en {\displaystyle V} se define con esos abiertos y se escribe {\displaystyle \tau _{f}(V)} .
Cuando V tiene dimensión no numerable, esta topología no es localmente convexa ni le otorga a V la estructura de un espacio vectorial topológico, pero cuando V tiene dimensión numerable, coincide tanto con la topología del espacio vectorial más fina en V como con la topología localmente convexa más fina en V. 

## En variedades
A veces se dice que una variedad M tiene topología finita, o tipo topológico finito, si es homeomorfa a una superficie compacta de Riemann de la que se ha quitado un número finito de puntos.
1. ↑  Krylov 2002, p.4598–4735
2. ↑  Abyazov and Maklakov 2023, p.74
3. ↑  Kakutani and Klee 1963, p.55-58
4. ↑  Pazzis 2018, p.2
5. ↑  Hoffman and Karcher 1995, p.75

- Abyazov, A.N.; Maklakov, A.D. (2023), «Finite topologies and their properties in linear algebra», Russian Mathematics 67 (1), doi:10.3103/s1066369x23010012.
- Hoffman, D.; Karcher, Hermann (1995), Complete embedded minimal surfaces of finite total curvature, doi:10.48550/arXiv.math/9508213.
- Kakutani, Shizuo; Klee, Victor (December 1963), «The finite topology of a linear space», Archiv der Mathematik 14 (1): 55-58, doi:10.1007/bf01234921.
- Krylov, P.A.; Mikhalev, A.V.; Tuganbaev, A.A. (2002), «Properties of endomorphism rings of abelian groups I.», J. Math. Sci. (New York) 112 (6): 4598-4735, doi:10.1023/A:1020582507609.
- Pazzis, C. (2018), On the finite topology of a vector space and the domination problem for a family of norms, doi:10.48550/arXiv.1801.09085.

- Datos: Q5450410